# Atrina vexillum
Espèce
Atrina vexillum est une espèce de mollusques bivalves de la famille des Pinnidae.

## Description
Comme les autres membres de cette famille, elle présente une coquille fine, allongée et triangulaire, et adopte une posture verticale partiellement enfouie dans le substrat. Cette orientation selon l’axe antéro-postérieur permet à l’organisme de filtrer l’eau de mer efficacement, sans nécessiter de support rigide autre que le sédiment.[réf. nécessaire]

## Répartition
Atrina vexillum est présente dans tout le bassin Indo-Pacifique tropicale, depuis la mer Rouge et Madagascar jusqu’au Japon, à la Polynésie française et à l’Australie, où elle fréquente les fonds sableux ou vaseux entre la zone intertidale et 50 m de profondeur.

## Dénominations
Ce taxon porte en français les noms vernaculaires ou normalisés suivants : Nacre étendard, Jambonneau de mer.[réf. nécessaire]
En tahitien, ce coquillage porte le nom vernaculaire de ō’ota.[réf. nécessaire]

## Systématique
Le nom valide complet (avec auteur) de ce taxon est Atrina vexillum (Born, 1778).
L'espèce a été initialement classée dans le genre Pinna sous le protonyme Pinna vexillum Born, 1778.
Atrina vexillum a pour synonymes :
- Atrina gouldii banksiana Iredale, 1939
- Atrina (Atrina) vexillum (Born, 1778)
- Pinna gubernaculum Röding, 1798
- Pinna nigra Chemnitz, 1785
- Pinna nigra Dillwyn, 1817
- Pinna nigrina Lamarck, 1819
- Pinna vexillum Born, 1778

### Étymologie
Le nom Atrina vient du latin atrium (« entrée »), et vexillum signifie « drapeau », en référence à la posture verticale de la coquille dans le sable ainsi qu'au bord de son manteau coloré.